# Idiorhythmische Gemeinschaft
Eine Idiorhythmische Gemeinschaft (auch idiorhythmisches Zusammenleben) bezeichnet die Organisationsform eines Klosters, in dem die Mönche oder Nonnen grundsätzlich nach Art der Eremiten für sich leben und sich nur für den Gottesdienst versammeln.
Diese Form des monastischen Klosterlebens wird insbesondere in orthodoxen Klöstern – hier besonders auf der Mönchshalbinsel Athos in Nordgriechenland – seit dem 14. Jahrhundert gelebt. Vom gegensätzlichen Prinzip des Koinobitentums unterscheidet es sich durch die Erlaubnis von Privatbesitz, eigener Haushaltung, und durch weniger autokratisch ausgeprägte Selbstverwaltungsstrukturen. Auf der Halbinsel Athos funktionierten die meisten der 20 Großklöster bis Mitte des 20. Jahrhunderts nach diesem Organisationsprinzip. Daneben gab es viele kleinere wohngemeinschaftsartige Formen monastischen Lebens. Heute sind alle großen Athosklöster wieder zum koinobitischen Leben zurückgekehrt, während einige Skiten wie z. B. Nea Skiti nach wie vor nach dem idiorhythmischen Prinzip organisiert sind.